# Далем (Нижняя Саксония)
Далем (нем. Dahlem) — община в Германии, в земле Нижняя Саксония.
Входит в состав района Люнебург. Подчиняется управлению Даленбург. Население составляет 506 человек (на 31 декабря 2010 года). Занимает площадь 16,99 км².